# Бастиан Али
Бастиан Али (урождённая Александра Бастиан) — английская телевизионная актриса.
Появилась на свет 1 января 1983 года в Виндзоре (Беркшир, Англия).
Снималась в телепередачах:
- Jane Eyre,
- Cave Girl,
- A Touch of Frost,
- Twenty Four 7,
- Here After.

и в сериалах:
- Hollyoaks (с 2001 по 2007)
- The Bill (с 2007 по настоящее время)

## Личная жизнь
Была замужем за Кевином Сакром. Брак распался в 2006 году. В феврале 2019 года Али вышла замуж за актёра Дэвида О'Махони. 12 марта 2020 года у них родилась дочка.

## Внешние ссылки
- Ali Bastian
- Ali Bastian (англ.) на сайте Internet Movie Database
- (недоступная ссылка)
- фан сайт
- фан сайт